# Гомесенде
Гомесенде (гал. Gomesende, ісп. Gomesende) — муніципалітет в Іспанії, у складі автономної спільноти Галісія, у провінції Оренсе. Населення — 1018 осіб (2009).
Муніципалітет розташований на відстані близько 420 км на північний захід від Мадрида, 25 км на південний захід від Оренсе.
Муніципалітет складається з таких паррокій: А-Гія, О-Пао, Пеносіньйос, Поуло, Сан-Лоуренсо-де-Фустанс, О-Валь.

## Демографія
Динаміка населення (INE ):

## Галерея зображень

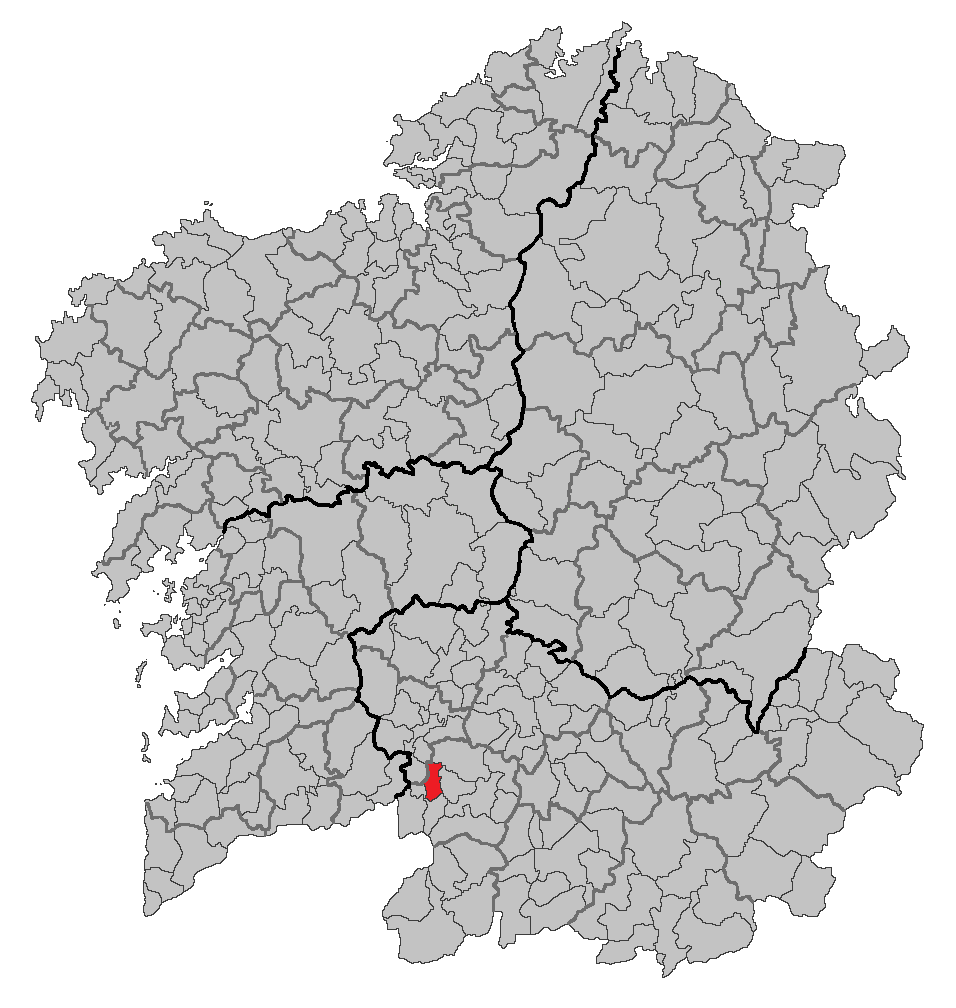
Розташування муніципалітету